# The Way of All Flesh (альбом)
The Way of All Flesh (с англ. — «Путь всего живущего») — четвертый студийный альбом французской метал-группы Gojira. Альбом был выпущен 13 октября 2008 года в Европе на Listenable Records и 14 октября в США на Prosthetic Records. В первую неделю после релиза в США было продано около 4200 копий, что позволило ему дебютировать на 138-й позиции в чарте Billboard 200. Также альбом достиг первого места в чарте Top Heatseekers и 21-го места в чарте Top Independent Albums. Альбом был записан в домашней студии группы, и его продюсированием занимался лидер коллектива Джо Дюплантье. Ударные были записаны в Лос-Анджелесе под руководством Логана Мейдера, который также занимался сведением и мастерингом альбома. На обложке представлена работа, созданная Джо Дюплантье, который отвечал за оформление прошлых альбомов.

## Создание
Джо Дюплантье рассказал журналу Total Guitar, что альбом посвящён их видению жизни и смерти. «Путь всего живущего — это все, что нам предстоит пройти до самой смерти. Мне сейчас 30 лет, и впервые, будучи человеком, я подумал о своей смерти философски, и о времени, которое мне осталось провести здесь, на Земле. Это то, о чём мы все беспокоимся. Но это почти табу. Вы ведь не приходите на вечеринку и не говорите о смерти, верно?»
Дюплантье также упоминает группы, с которыми Gojira гастролировали, а также окружающую среду и ландшафт родного города группы, Байонны, как влияющие на написание этого альбома.
Рэнди Блайт из американской группы Lamb of God выступил в качестве приглашённого вокалиста в песне «Adoration for None».
В конце песни «The Art of Dying» есть небольшой фрагмент, который проигрывается задом наперёд. Если же воспроизвести его в обратную сторону, он будет иметь сходство с песней «Esoteric Surgery», которая идёт сразу после «The Art of Dying». Похожая техника используется в конце «Wolf Down the Earth».

## Релиз и продвижение
6 октября 2008 года было выпущено музыкальное видео на песню «Vacuity», продюсерами которой выступили Жюльен Мокрани и Сэмюэл Боден. Видео было снято недалеко от родного города группы во Франции, и в нем снималась двоюродная сестра Дюплантье, актриса Клэр Теодоли.
11 января 2009 года Gojira выпустили второй видеоклип с альбома — анимационное видео на «All the Tears», иллюстрированное Джосси Малис.
29 апреля 2013 года Listenable Records выпустили альбом в формате винила в двух вариантах, синем и белом, в количестве 250 экземпляров на каждый.

## Восприятие

### Отзывы критиков
| Совокупная оценка    | Совокупная оценка |
| Источник             | Оценка            |
| -------------------- | ----------------- |
| Metacritic           | 67/100            |
| Оценки критиков      |                   |
| Источник             | Оценка            |
| AllMusic             | [ 8 ]             |
| PopMatters           | [ 9 ]             |
| Brave Words          | [ 10 ]            |
| Rock Hard            | [ 11 ]            |
| Pitchfork            | [ 12 ]            |
| Spin                 | [ 13 ]            |
| The Austin Chronicle | [ 14 ]            |
| Exclaim!             | благоприятная     |
| Blabbermouth         | [ 16 ]            |
| Metal Storm          | благоприятная     |
| Metal.de             | [ 18 ]            |
| Chronicles of Chaos  | [ 19 ]            |
| MetalSucks           | [ 20 ]            |
| Ultimate Guitar      | [ 21 ]            |
| Sputnikmusic         | [ 22 ]            |

The Way of All Flesh получил в целом положительные отзывы музыкальных критиков. На Metacritic (сайт-агрегатор обзоров музыкальных критиков, который присваивает нормализованный рейтинг из 100) на основе 7 критиков альбом получил оценку 67/100, что указывает на «в целом положительные отзывы».
Эдуардо Ривадавия из AllMusic написал, что «к тому времени, когда он наконец появился в конце 2008 года, четвертый полнометражный альбом Gojira успешно оправдал большинство, по понятным причинам, завышенных ожиданий». В своей рецензии для Blabbermouth Кейт Бергман описал альбом «не пропускающим никакого света — гнетущий и удушающий своим охватывающим весь мир звучанием, массивным и лязгающим по ритму, открывая свои динамические секреты только после тяжелых, болезненных утомительных усилий по замерзшей трясине его свирепых стонов. Но как только ты прорвешься, это совершенно новый звуковой ландшафт, который эти сумасшедшие вырвали из тундры для всех нас».
Космо Ли из Pitchfork написал более прохладный обзор альбома, высоко оценив сильное исполнение, а также тематику и «гуманность» экологических лирических тем альбома, но заявил, что «эта гуманность не отражается на музыке. Исполнение даже слишком безупречно. Все отполировано до блестящего лоска. […] Однако без краев, тепла или крови такое наказание безрадостно. К их чести, Gojira избегает тональных клише металла в пользу открытой абстракции. Но она холодная и далёкая, не подобающая страстной лирике».

### Признание
| Издание      | Список                | Год  | Позиция |
| ------------ | --------------------- | ---- | ------- |
| Decibel      | Top 40 Albums         | 2008 | 15      |
| LA Weekly    | Top 10 Metal Albums   | 2008 | —       |
| Metal Hammer | Top 50 Albums         | 2008 | 5       |
| PopMatters   | The Best Metal Albums | 2008 | 5       |

## Список композиций
Все тексты написаны Джо Дюплантье, за исключением седьмого трека (написанного в соавторстве с Рэнди Блайтом), вся музыка написана Джо Дюплантье и Марио Дюплантье, за исключением седьмого трека (написанного в соавторстве с Кристианом Андрю).
| №                   | Название                                     | Длительность |
| ------------------- | -------------------------------------------- | ------------ |
| 1.                  | «Oroborus»                                   | 5:21         |
| 2.                  | «Toxic Garbage Island»                       | 4:06         |
| 3.                  | «A Sight to Behold»                          | 5:09         |
| 4.                  | «Yama's Messengers»                          | 4:03         |
| 5.                  | «The Silver Cord» (инструментальная)         | 2:31         |
| 6.                  | «All the Tears»                              | 3:40         |
| 7.                  | «Adoration for None» (с участием Рэнди Блая) | 6:19         |
| 8.                  | «The Art of Dying»                           | 9:54         |
| 9.                  | «Esoteric Surgery»                           | 5:44         |
| 10.                 | «Vacuity»                                    | 4:51         |
| 11.                 | «Wolf Down the Earth»                        | 6:25         |
| 12.                 | «The Way of All Flesh»                       | 17:03        |
| Общая длительность: | Общая длительность:                          | 66:52        |

### Скрытый трек
Последняя песня и заглавный трек альбома «The Way of All Flesh» содержит скрытую инструментальную песню. Основная часть композиции заканчивается на 6:51, а скрытый трек начинаются в 12:33, после более чем пяти с половиной минут молчания. Этот трек содержит множество наложенных эмбиентных-звуков гитар с различными эффектами эха и реверберации. Эта песня заканчивается ровно в 17:03 и закрывает альбом. Подобная тактика была впервые использована группой в своем дебютном альбоме Terra Incognita.
Оригинальная виниловая версия не содержит этого трека, и песня заканчивается на 6:51. На виниловой версии переиздания 2013 года скрытый трек уже присутствует.

## Участники записи
Gojira
- Джо Дюплантье — вокал, ритм-гитара, сведение, обложка
- Кристиан Андрю — соло-гитара
- Жан-Мишель Лабади — бас-гитара, сведение
- Марио Дюплантье — ударные

Приглашённые музыканты
- Рэнди Блай — вокал на «Adoration for None»